# Мухран-Телети
Мухран-Телети (груз. მუხრან-თელეთი) — село в Грузии, на территории Гардабанского муниципалитета края (мхаре) Квемо-Картли.

## География
Село находится в юго-восточной части Грузии, в пределах южного склона Телетского хребта, на расстоянии приблизительно 29 километров (по прямой) к северо-западу от города Гардабани, административного центра муниципалитета. Абсолютная высота — 710 метров над уровнем моря.

## Население
По результатам официальной переписи населения 2014 года в Мухран-Телети проживало 120 человек (60 мужчин и 60 женщин). В национальной структуре населения грузины составляли 100 %.
| Год  | Население, человек |
| ---- | ------------------ |
| 2002 | 93                 |
| 2014 | ↗ 120              |